# Sara Sidle
Sara Sidle est un personnage fictif incarné par l'actrice Jorja Fox dans la série télévisée américaine Les Experts (CSI : Crime Scene Investigation en anglais) et sa suite CSI: Vegas. 

## Biographie
Son père était violent avec ses enfants et son épouse. Jusqu'à ce qu'en 1984, son épouse Laura le tue de plusieurs coups de couteau pour défendre elle et ses enfants. Sara et son frère sont ensuite placés dans le système des familles d'accueil. Mais à 16 ans, Sara reçoit une bourse d'études et étudie à Harvard la "physique". Puis après avoir eu son diplôme, elle va à l'école supérieure de Berkeley, à San Francisco.
Diplômée en physique (sa matière favorite) à l'université Harvard, elle est experte dans l'analyse des matériaux. Avant de rejoindre l'équipe, elle exerçait au laboratoire médico-légal de San Francisco avant que Grissom ne la recrute, d'abord pour enquêter sur la mort d'Holly Gribbs, une nouvelle recrue des experts. Elle est végétarienne.
Son intégration dans le groupe fut d'abord difficile, mais après la première saison, elle a établi des liens forts avec la plupart des membres de l'équipe, bien qu'elle se dispute parfois avec Catherine (comme dans la saison 5, où cela lui a valu une suspension).
Durant la saison 4, Sara a développé une dépendance à l'alcool, dont elle s'est libérée grâce à une thérapie imposée par le service après qu'elle fut arrêtée en état d'ébriété au volant de sa voiture. Lorsque Greg décide de se lancer sur le terrain, Sara l'aide en recueillant avec lui des indices sur la scène de crime lors de l'enquête qui constitue son évaluation et en lui donnant divers conseils. Elle le considère, d'une certaine manière comme son frère cadet.
Dans la saison 5, on dévoile que sa mère était violentée par son père, jusqu'à ce que celle-ci exprime sa colère et le poignarde à mort. Sara était alors une enfant : elle a été déplacée de foyer d'accueil en foyer d'accueil. Cette portion de son passé explique qu'elle a beaucoup de mal à demeurer objective lorsqu'une affaire implique de la violence conjugale. Dans un épisode se déroulant dans un asile, Sara est très mal à l'aise et confie à Grissom : « Je ne supporte pas la folie, ça me rend dingue », car sa mère a séjourné dans un hôpital psychiatrique après avoir tué son mari.
Son humanité joue beaucoup dans sa relation avec Grissom, qu'elle aide à devenir plus sociable. Durant la saison 8, elle est demandée en mariage par Grissom et accepte. Elle quitte l'équipe quelques épisodes plus tard, ne supportant plus les aspects négatifs de son travail. Elle fera quelques apparitions dans la saison 9 et sera présente dans 15 épisodes de la saison 10. Sara Sidle fait partie intégrante de la saison 11.